# Liste der Zwischenfälle des Taktischen Luftwaffengeschwaders 74
Das auf dem Fliegerhorst Neuburg stationierte Taktische Luftwaffengeschwader 74 der Luftwaffe wuchs aus der 3. Staffel der Waffenschule der Luftwaffe 10 in Oldenburg auf und wurde am 1. Oktober 1960 als Jagdgeschwader 75 in Leipheim aufgestellt. Im April 1961 verlegte das Geschwader auf den Fliegerhorst Neuburg, um dort umbenannt und am 5. Mai 1961 als Jagdgeschwader 74 in Dienst gestellt zu werden. Die NATO-Assignierung erfolgte am 1. Juli 1962. Mit Einnahme der Luftwaffenstruktur 2013 wurde das Jagdgeschwader 74 in Taktisches Luftwaffengeschwader 74 umbenannt, um die künftige Mehrrollenfähigkeit zu verdeutlichen.
Im Laufe seines Bestehens war das Geschwader mit den Luftfahrzeugtypen North American F-86K, F-104G Starfighter und F-4F Phantom als jeweiligem Hauptwaffensystem ausgerüstet. Aktuell wird der Eurofighter geflogen. Daneben verfügte es über weitere Flugzeuge unter anderem der Typen T-33A, Pi.149 D, Do-27A und Do-28 D-2, die der Inübunghaltung von Piloten dienten, beziehungsweise als Verbindungsflugzeuge und zum Transport von Material und Personal für den Verband eingesetzt waren.
Im Rahmen des Geschwaderbetriebes ereignete sich eine Anzahl schwerwiegender Vorkommnisse mit Flugzeugen. Die nachfolgende chronologische Liste enthält Kurzbeschreibungen von Flugunfällen und Bodenunfällen, bei denen Personen schwer oder tödlich verletzt oder Luftfahrzeuge schwer beschädigt oder zerstört wurden. Seit 1996 fliegt das Geschwader unfallfrei.
- 3. Mai 1962 – Das Programm eines für das folgende Wochenende geplanten Tages der offenen Tür des Jagdgeschwaders 74 sah unter anderem Flugvorführungen mit der North American F-86K vor. Am Ende einer Vorübung flog der Führer des hinten fliegenden Schwarms (JD-109) die Landekurve zu eng, schloss dadurch zu dicht auf den vor ihm fliegenden anderen Schwarm auf und kollidierte mit dessen Nummer 3 (JD-103). Beide Flugzeuge stürzten kurz vor der Landebahn des Militärflugplatzes Neuburg aus niedriger Höhe ab und wurden zerstört, beide Piloten erlitten tödliche Verletzungen. Die Veranstaltung wurde daraufhin abgesagt.[4][5][6][7][8]

- 25. März 1963 – Während eines Formationsfluges bei Nacht kollidierten zwei Lockheed T-33A des Jagdgeschwaders 74 in circa 20.000 ft Flughöhe über dem Schwarzwald. Das Flugzeug mit dem Kennzeichen JD-398 stürzte bei Neuweiler in ein Waldgebiet, beide Piloten starben. Das zweite Flugzeug (JD-397) wurde nur leicht beschädigt und konnte zum Heimatflugplatz Neuburg zurückkehren.[9][10][4]

- 30. Oktober 1963 – Beim Instrumentenanflug auf den Militärflugplatz Neuburg in dichter Bewölkung vereisten die Tragflächen einer F-86K des Jagdgeschwaders 74 (JD-101). Das Flugzeug wurde unkontrollierbar und stürzte ca. 8 km vor der Flugplatzgrenze in ein Bauernhaus der Ortschaft Straß. Dabei starben 4 Bewohner. Zudem wurden mehrere Menschen – die Angaben schwanken je nach Quelle zwischen 10 und 15 – zum Teil schwer verletzt. Der Pilot rettete sich mit dem Schleudersitz und blieb unverletzt.[11][12][13][14]

- 11. September 1964 – Bei einem Triebwerkstestlauf einer F-86K ereignete sich ein Bodenunfall: Ein Soldat des Jagdgeschwaders 74 wurde angesaugt und in den Ansaugschacht gezogen. Er erlitt tödliche Verletzungen.[15]

- 24. November 1964 – Im Steigflug fiel in ca. 38.000 ft Höhe das Triebwerk einer F-86K des Jagdgeschwaders 74 (JD-316) aus. Der Pilot rettete sich mit dem Schleudersitz. Das Flugzeug stürzte bei Mögglingen ab und wurde zerstört.[16][17][4]

- 13. Juni 1965 – Bei einem Rundflug mit Gewinnern einer Verlosung am Tag der offenen Tür des Geschwaders überzog der Pilot eines vom Aufklärungsgeschwader 51 „Immelmann“ an das Jagdgeschwader 74 ausgeliehenen Verbindungsflugzeugs vom Typ Piaggio Pi-149D (EA-392) das Luftfahrzeug im Kurvenflug. Das Flugzeug stürzte bei Niederschönenfeld ab und wurde zerstört, Pilot und drei Passagiere erlitten tödliche Verletzungen.[18][19][20]

- 13. Juli 1965 – Beim Landeanflug auf den Militärflugplatz Neuburg wurde dem Piloten einer F-86K des Jagdgeschwaders 74 (JD-310) das Fahrwerk als „unsicher“ angezeigt. Beim Aufsetzen knickte das rechte Hauptfahrwerk ein. Das Flugzeug kam von der Landebahn ab, wurde schwer beschädigt und anschließend ausgesondert. Der Pilot blieb unverletzt.[4][21]

- 22. September 1965 – Bei der Rückkehr von einem Luftzielschießen mit der Bordkanone über der Nordsee öffnete sich bei einem F-104G Starfighter des Jagdgeschwaders 74 (JD-248) im Instrumentenanflug auf den Militärflugplatz Jever die verstellbare Schubdüse und verblieb in dieser Stellung. Dadurch stand nicht mehr genügend Schub zur Verfügung. Das Flugzeug verlor an Fahrt, stürzte in den Jadebusen und wurde zerstört. Der Pilot initiierte seinen Rettungsausstieg mit dem Schleudersitz, ertrank jedoch nach seiner Landung im Wasser.[22]

- 22. Dezember 1965 – Wegen eines Schneesturms konnte ein F-104G Starfighter des Jagdgeschwaders 74 (JD-106) weder auf dem Heimatflugplatz Neuburg noch auf dem geplanten Ausweichflugplatz Manching landen. Nach Verbrauch des gesamten Kraftstoffvorrats rettete sich der Pilot mit dem Schleudersitz. Das Luftfahrzeug stürzte nahe Manching ab und wurde zerstört.[23][24][25]

- 21. Oktober 1969 – Beim Start einer Rotte F-104G Starfighter des Jagdgeschwaders 74 vom Fliegerhorst Neuburg kollidierte das zuerst startende Luftfahrzeug (23+35) mit einem zivilen Firmenfahrzeug, das in dem Moment ohne Freigabe die Startbahn überquerte. Bei der Kollision wurde ein Außentank abgerissen und die linke Tragfläche des Flugzeugs trennte das Dach des Wagens ab. Der Pilot des wenige Sekunden danach folgenden zweiten Flugzeugs konnte den Start zwar abbrechen, allerdings rollte das Flugzeug durch die Trümmer auf der Startbahn und wurde dabei beschädigt. Der Pilot des gestarteten Flugzeug verbrannte Treibstoff bis zum Erreichen des zulässigen Landegewichtes und flog den Flugplatz Manching für eine Notlandung an, da die Bahn in Neuburg nach dem Ereignis gesperrt war. Der schwer verletzte Fahrer des Kraftfahrzeuges verstarb im Krankenhaus.[26]

- 23. April 1970 – Beim Luftkampftraining im Raum Augsburg kollidierten zwei F-104G Starfighter des Jagdgeschwaders 74. Beide Flugzeuge konnten trotz der Beschädigungen nach Neuburg zurückkehren und dort sicher landen. Der Schaden am Luftfahrzeug mit dem Kennzeichen 25+65 war gering. Der Starfighter mit dem Kennzeichen 23+71 hingegen war so stark beschädigt, dass eine aufwendige Industrieinstandsetzung erforderlich wurde.[27][28][29]

- 16. April 1971 – Nach Verlust von Schmieröl des Triebwerks fuhr die verstellbare Schubdüse eines F-104G Starfighters (25+72) des Jagdgeschwaders 74 in die geöffnete Position. Der dadurch reduzierte Schub reichte nicht mehr für eine sichere Fluggeschwindigkeit aus. Der Pilot rettete sich mit dem Schleudersitz. Das Flugzeug stürzte zwischen Lauterbach und Mertingen (südlich Donauwörth) ab und wurde zerstört. Eine Person am Boden erlitt schwere Verletzungen durch Trümmerteile und Flammen des Aufschlagbrandes.[30][31][32][33]

- 17. November 1971 – Während eines Nachtfluges in größerer Höhe meldete der Pilot eines F-104G Starfighters des Jagdgeschwaders 74 (24+93) Probleme mit der Sauerstoffversorgung. Im Instrumentenanflug auf den Militärflugplatz Neuburg berührte das Flugzeug kurz vor der Platzgrenze den Boden und wurde zerstört. Der Pilot wurde getötet.[34][35]

- 19. November 1971 – Bei Wartungsarbeiten an einem F-104G Starfighter des Jagdgeschwaders 74 (24+71) wurde unbeabsichtigt ein Außentank abgesprengt. Dieser geriet in Brand. Die Flammen griffen auch auf das Luftfahrzeug über, welches dadurch so schwer beschädigt wurde, dass es ausgesondert werden musste. Der Erste Wart erlitt Verletzungen.[36][37]

- 11. Februar 1972 – Beim Versuch einer Landung mit einer geöffneten Schubdüse setzte ein F-104G Starfighter des Jagdgeschwaders (24+86) hart auf der Landebahn des Militärflugplatzes Neuburg auf. Dabei brach das Fahrwerk. Der Pilot rettete sich mit dem Schleudersitz. Das Flugzeug wurde zerstört.[38]

- 11. April 1972 – Nach Bruch einer Turbinenschaufel fiel das Triebwerk eines F-104G Starfighters des Jagdgeschwaders 74 (20+95) aus. Das Flugzeug stürzte bei Volkenschwand ab und wurde zerstört. Der Rettungsausstieg des Piloten mit dem Schleudersitz war nicht erfolgreich.[39]

- 31. Mai 1972 – Während einer Luftkampfübung geriet ein F-104G Starfighter des Jagdgeschwaders 74 (24+30) in 15.000 ft Höhe außer Kontrolle. Der Flugzeugführer rettete sich mit dem Schleudersitz. Das Flugzeug stürzte bei Heretsried ab und wurde zerstört.[40]

- 25. August 1972 – Bei der Landung auf dem Militärflugplatz Upper Heyford in Großbritannien setzte ein TF-104G Starfighter des Jagdgeschwaders 74 (28+17) mit zu hoher Sinkrate auf. Das Fahrwerk brach ab und das Flugzeug rutschte von der Landebahn. Der Pilot rettete sich mit dem Schleudersitz. Der Starfighter wurde so stark beschädigt, dass er ausgesondert wurde.[41]

- 4. Dezember 1974 – Beim Start vom Militärflugplatz Wittmundhafen verlor der Pilot einer T-33 A des Jagdgeschwaders 74 (95+26) die Kontrolle über das Luftfahrzeug. Dieses kam von der Startbahn ab und wurde so schwer beschädigt, dass es abgeschrieben wurde. Einer der beiden Piloten entschied sich für einen Rettungsausstieg mit dem Schleudersitz, der andere blieb im Flugzeug und wurde leicht verletzt.[4]

- 22. April 1975 – Bei einer Abfangübung im Tiefflug geriet eine F-4F Phantom des Jagdgeschwaders 74 (37+68) in einen unkontrollierten Flugzustand, schlug rund 3 km südöstlich von Schwenningen an der Donau auf freiem Feld auf und explodierte. Die Besatzung kam dabei ums Leben.[42][43]

- 21. August 1981 – Bei einer Luftkampfübung in einem mit spezieller Aufzeichnungstechnik instrumentierten Übungsgebiet über dem Mittelmeer vor der italienischen Insel Sardinien wurde in einer F-4F Phantom des Jagdgeschwaders 74 (37+72) vermutlich auf Grund einer Desorientierung ein Rettungsausstieg bei möglicherweise Überschallgeschwindigkeit oder zumindest im hohen subsonischen Bereich eingeleitet. Der Pilot wurde durch die hohen auf seinen Körper einwirkenden Kräfte schwer verletzt, aber er überlebte. Der Waffensystemoffizier erlitt tödliche Verletzungen. Das Flugzeug stürzte ins Meer und wurde zerstört.[44][45]

- 11. April 1985 – Während des Rückfluges einer Rotte F-4F Phantom des Jagdgeschwaders 74 von Portugal zum Heimatplatz Neuburg war das Wetter am geplanten Zwischenlandeplatz in Frankreich außerhalb der zulässigen Grenzen. Die Entscheidung, den Ausweichflugplatz anzusteuern, erfolgte spät. Beim Flugzeug des Rottenführers (38+52) war schon ab Beginn des Fluges die Umfüllung von Kraftstoff von einem der Außentanks in die Innentanks gestört. Dadurch war seine nutzbare Kraftstoffmenge sehr knapp bemessen und reichte nur noch für einen Anflugversuch aus. Zudem bestand auf Grund des vollen Außentanks und der fast leeren anderen Tanks eine ausgeprägte asymmetrische Gewichtsverteilung. Im Anflug auf Bordeaux-Mérignac geriet das Flugzeug kurz vor dem Flugplatz in einen unkontrollierten Flugzustand und stürzte ab. Die Besatzung erlitt tödliche Verletzungen.[46][47]

- 16. Juli 1985 – Eine F-4F Phantom (37+80) der Alarmrotte des Jagdgeschwaders 74 geriet bei einem Übungsabfangeinsatz in niedriger Höhe außer Kontrolle und stürzte bei Rudelzhausen ab. Das Flugzeug wurde zerstört, die Besatzung kam ums Leben.[48][49][50]

- 21. September 1994 – Während des Fluges explodierte eine Brennkammer eines Triebwerks einer F-4F Phantom des Jagdgeschwaders 74 (38+33). Die Besatzung konnte das beschädigte Flugzeug auf dem Militärflugplatz Neuburg notlanden und blieb unversehrt.[51]

- 13. September 1995 – Bei einer Abfangübung in mittleren Höhen ging eine F-4F Phantom des Jagdgeschwaders 74 (37+56) in einen Sturzflug und schlug bei aufliegenden dichten Wolken fast senkrecht in der Nähe des Ortsteils Haselbach der Gemeinde Eppishausen in den Boden ein. Als Ursache wird eine räumliche Desorientierung vermutet.[52][53]